# ناحیه برینگتون، شهرستان کوک، ایلینوی
ناحیه برینگتون (به انگلیسی: Barrington Township) یک منطقهٔ مسکونی در ایالات متحده آمریکا است که در شهرستان کوک (ایلینوی) واقع شده‌است. ناحیه برینگتون ۹۳٫۳ کیلومتر مربع مساحت دارد ۲۶۹ متر بالاتر از سطح دریا واقع شده‌است.